# Aleksandrów (Stanin)
Pour les articles homonymes, voir Aleksandrów.
Aleksandrów (prononciation : [alɛkˈsandruf]) est un village polonais de la gmina de Stanin dans le powiat de Łuków de la voïvodie de Lublin dans l'est de la Pologne.
Il se situe à environ 11 kilomètres à l'ouest de Stanin (siège de la gmina), 23 kilomètres à l'ouest de Łuków (siège du powiat) et 80 kilomètres au nord-ouest de Lublin (capitale de la voïvodie).
Le village compte approximativement une population de 185 habitants en 2015.

## Histoire
De 1975 à 1998, le village est attaché administrativement à l'ancienne voïvodie de Siedlce.
Depuis 1999, il fait partie de la nouvelle voïvodie de Lublin.